# Nikita Bell
Nikita Shamika Bell (Columbus, 26 gennaio 1983) è un'ex cestista statunitense.

## Carriera
È stata selezionata dalle Detroit Shock al secondo giro del Draft WNBA 2005 (20ª scelta assoluta).